# The Angry Silence
The Angry Silence és una pel·lícula dramàtica britànica dirigida per Guy Green, estrenada el 1960.

## Argument
En negar-se a participar en una vaga, Tom Curtis ha de fer front a les irades represàlies dels altres treballadors i als retrets de la seva dona, que no entén les raons per les quals manté una postura tan impopular en perjudici de la seva seguretat.

## Repartiment
- Richard Attenborough: Tom Curtis
- Pier Angeli: Anna Curtis
- Michael Craig: Joe Wallace
- Bernard Lee: Bert Connolly
- Alfred Burke: Travers
- Penelope Horner: Pat
- Michael Wynne: Green
- Norman Bird: Roberts
- Gerald Sim: Masters
- Brian Bedford: Eddie
- Oliver Reed: Mick
- Geoffrey Keen: Davis
- Michael Lees: Harris
- Laurence Naismith: Martindale
- Bernard Horsfall: Pryce-Evans
- Norman Shelley: Seagrave
- Russell Napier: Thompson

## Premis i nominacions

### Premis
- BAFTA al millor guió original per Bryan Forbes
- Premi FIPRESCI a la Berlinale per 	Guy Green

### Nominacions
- Oscar al millor guió original per Richard Gregson, Michael Craig, Bryan Forbes
- BAFTA a la millor pel·lícula
- BAFTA al millor actor per Richard Attenborough
- BAFTA a la millor actriu estrangera per Pier Angeli